# Ulmerochorema rubiconum
Ulmerochorema rubiconum är en nattsländeart som beskrevs av Arturs Neboiss 1962. Ulmerochorema rubiconum ingår i släktet Ulmerochorema och familjen Hydrobiosidae. Inga underarter finns listade i Catalogue of Life.